# Unia Stowarzyszeń i Organizacji Polskich w Ameryce Łacińskiej
Unia Stowarzyszeń i Organizacji Polskich w Ameryce Łacińskiej (USOPAŁ) – zrzeszenie niezależnych organizacji polonijnych Ameryki Łacińskiej działające w latach 1993–2016.

## Działalność
Unię powołano w listopadzie 1993 w Argentynie na I Kongresie Polonii Ameryki Łacińskiej. 
Działalność stowarzyszenia została definitywnie zakończona w grudniu 2016 roku.

## Kongresy Polonii Ameryki Łacińskiej
- listopad 1993 (Argentyna i Urugwaj)
- marzec 1996 w Kurytybie (Brazylia)
- wrzesień w 1998 w Punta del Este (Urugwaj)
- kwiecień 2000 w Kurytybie
- listopad 2003 w Posadas (Argentyna)

## Władze
Prezesem organizacji od 1993 był Jan Kobylański. 
Wiceprezesi: 
- Eduardo Paprocki (Argentyna)
- Andrzej Zabłocki (Chile)
- ks. Jerzy Morkis (Brazylia)

## Adres
Unia Stowarzyszeń i Organizacji Polskich Ameryki Łacińskiej

Unión de Sociedades y Organizaciones Polacas en America Latina

União das Sociedades e Organizações Polônicas em América Latina

P.O. Box 1717, Montevideo

Uruguay, 